# 韩德洋
韩德洋（1963年1月—），男，汉族，辽宁大连人，中华人民共和国二級大法官，中国共产党党员，第十三届全国人民代表大会贵州省代表。

## 生平
1991年5月加入中国共产党。2018年1月，當選為贵州省高级人民法院院长，童话年被选为贵州省出席第十三届全国人民代表大会代表。
2023年1月，转任陕西省高级人民法院院长。